# Marken
Marken est une presqu'île située aux Pays-Bas sur le Markermeer, à qui il a donné son nom. Elle appartient à la commune de Waterland dans la province de la Hollande-Septentrionale.
Marken est séparé du continent par la Gouwzee, digue construite en 1957, auparavant c'était une île.
L'île est réputée pour son village touristique, ses maisons en bois et son aspect folklorique.
Au nord de l'île, la digue qui s'élance sur un peu plus de 2 km, construite en 1941, est la première phase inachevée du markerwaard dont l'île devait être incorporée à l'instar de Urk ; plus tard, le projet fut revu à la baisse et une large étendue d'eau était maintenue tout autour de l'île. Le projet fut ensuite complètement abandonné. 
Le peintre belge Xavier Mellery (1845-1921) a séjourné à Marken en 1878 et y a réalisé diverses œuvres qui témoignent de la vie quotidienne.

Panorama du hameau de Grotewerf et du village de Marken, sur la péninsule de Marken.

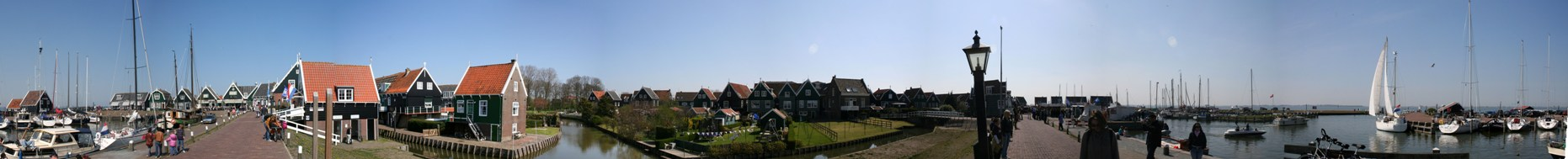
Panorama van de Grote Werf

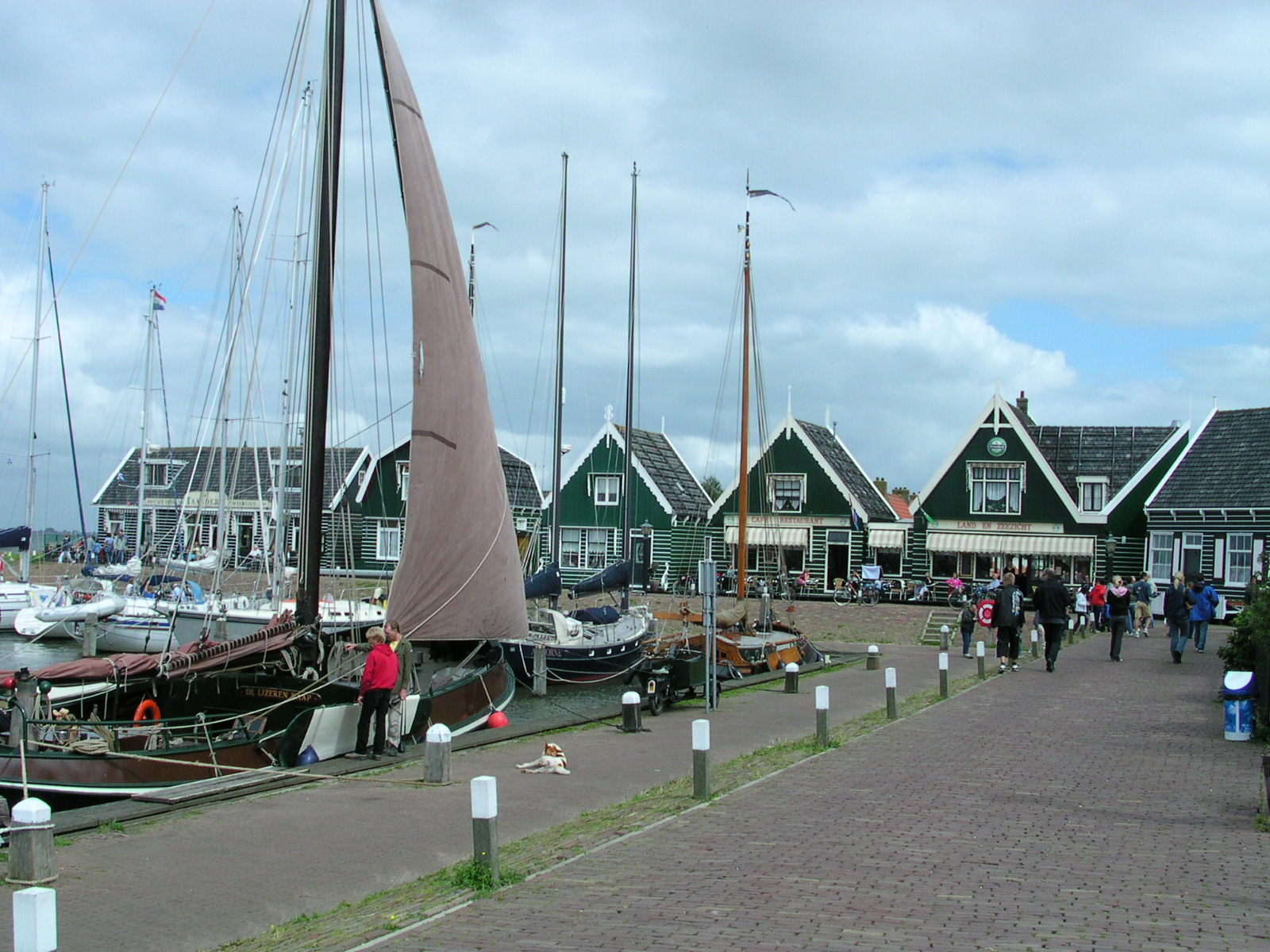
Le port de Marken.
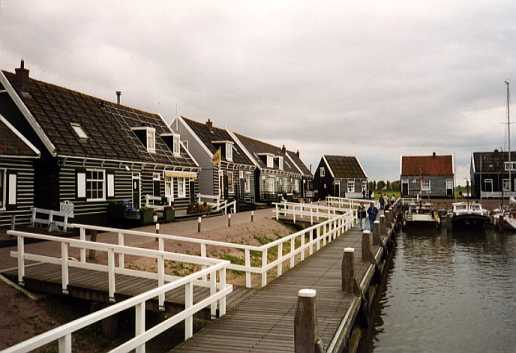
Autre vue du port de Marken.
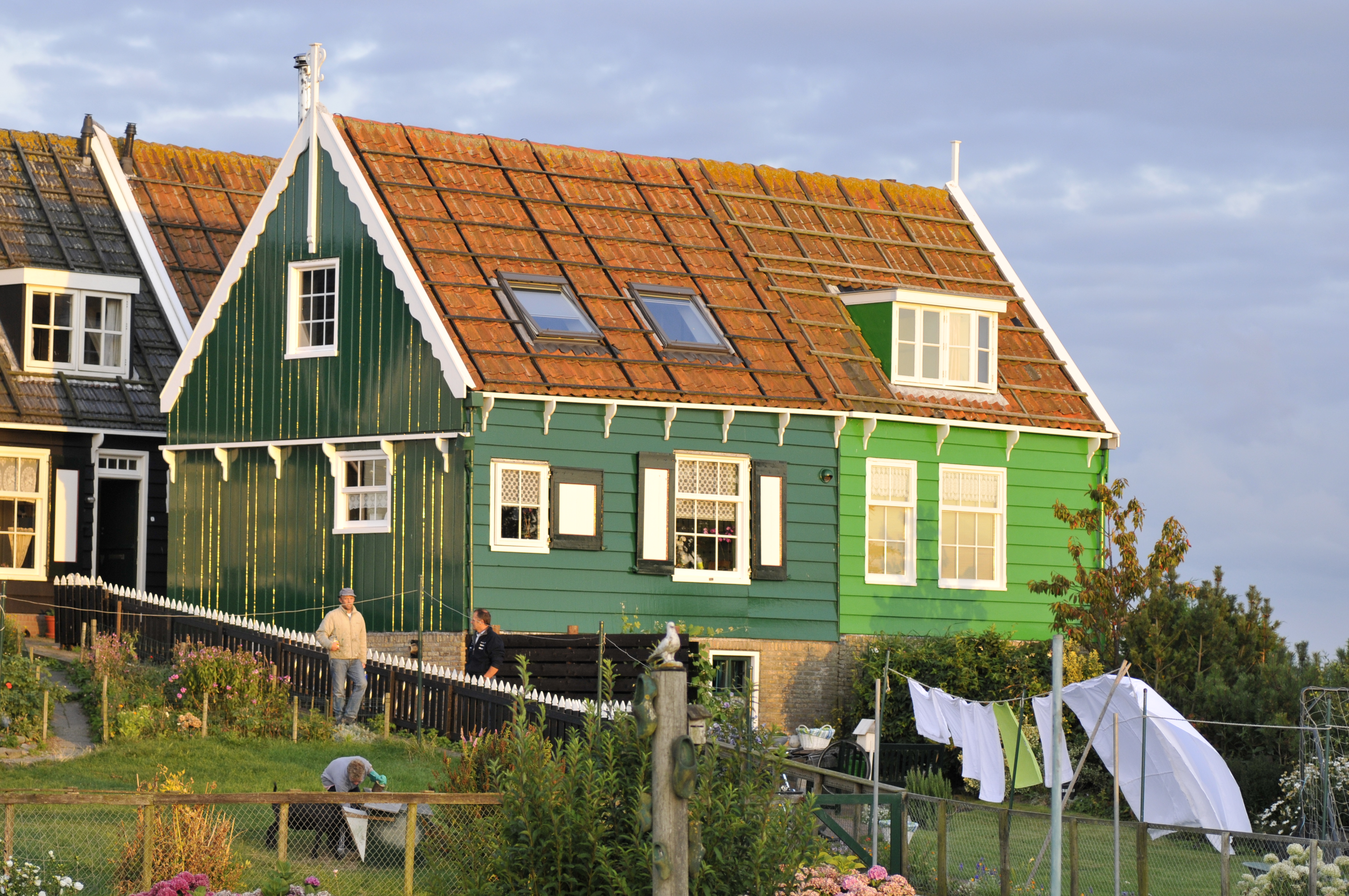
Une maison typique de Marken.

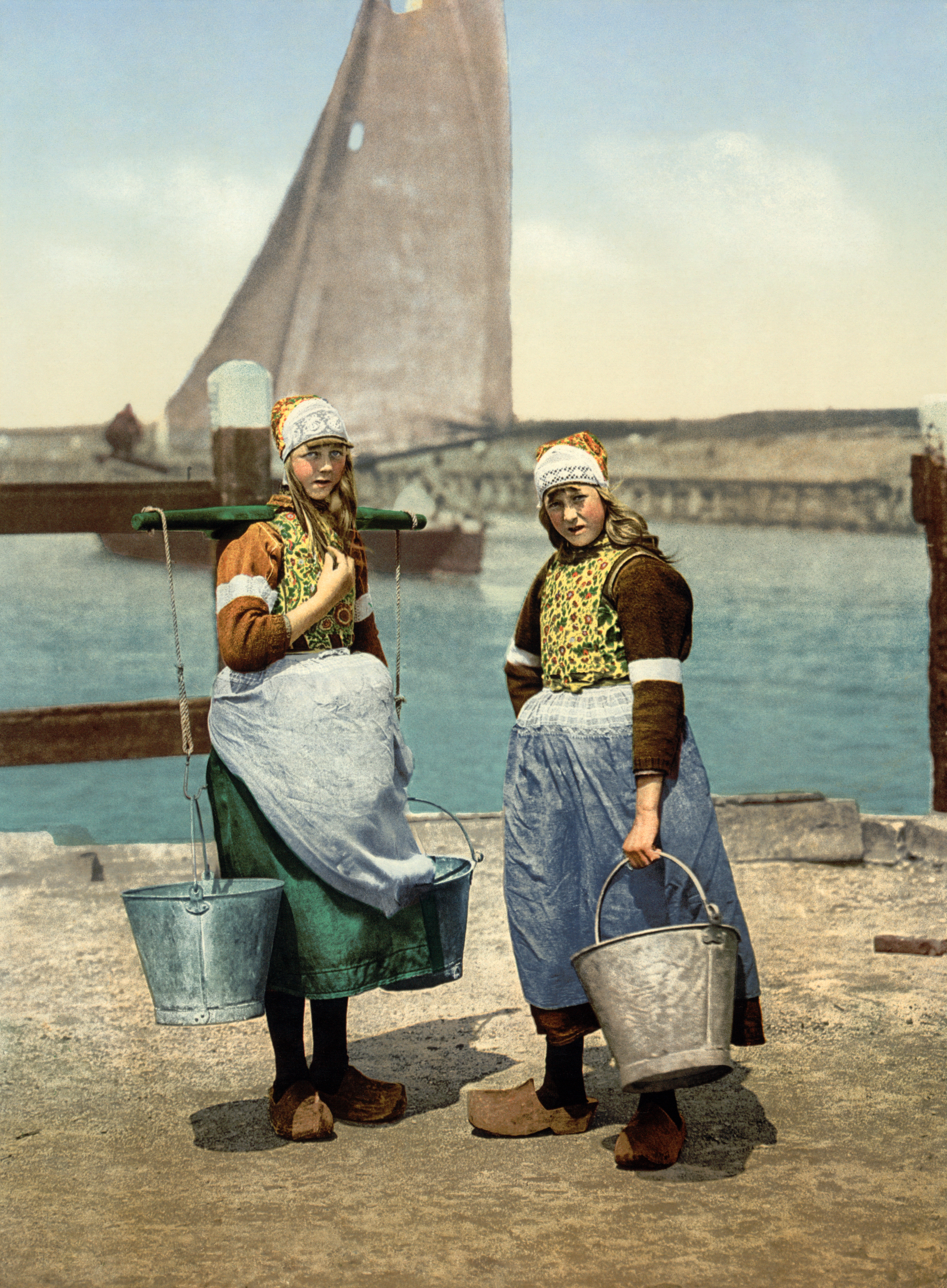
Costumes traditionnels (photochrome, entre 1890 et 1905)
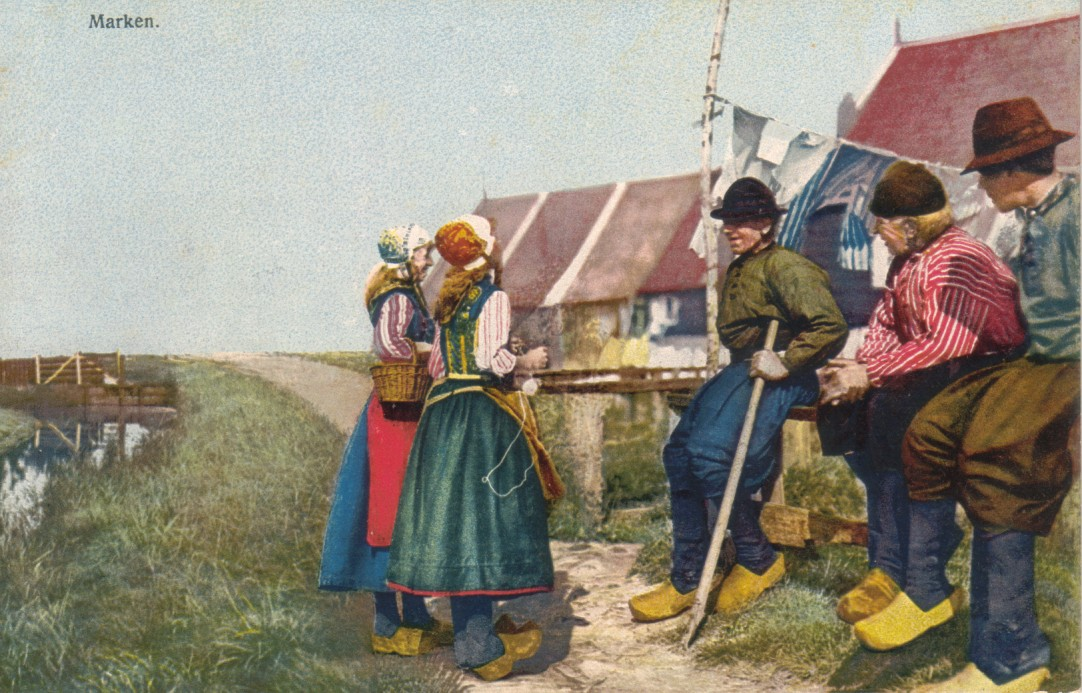
Gravure de 1910.
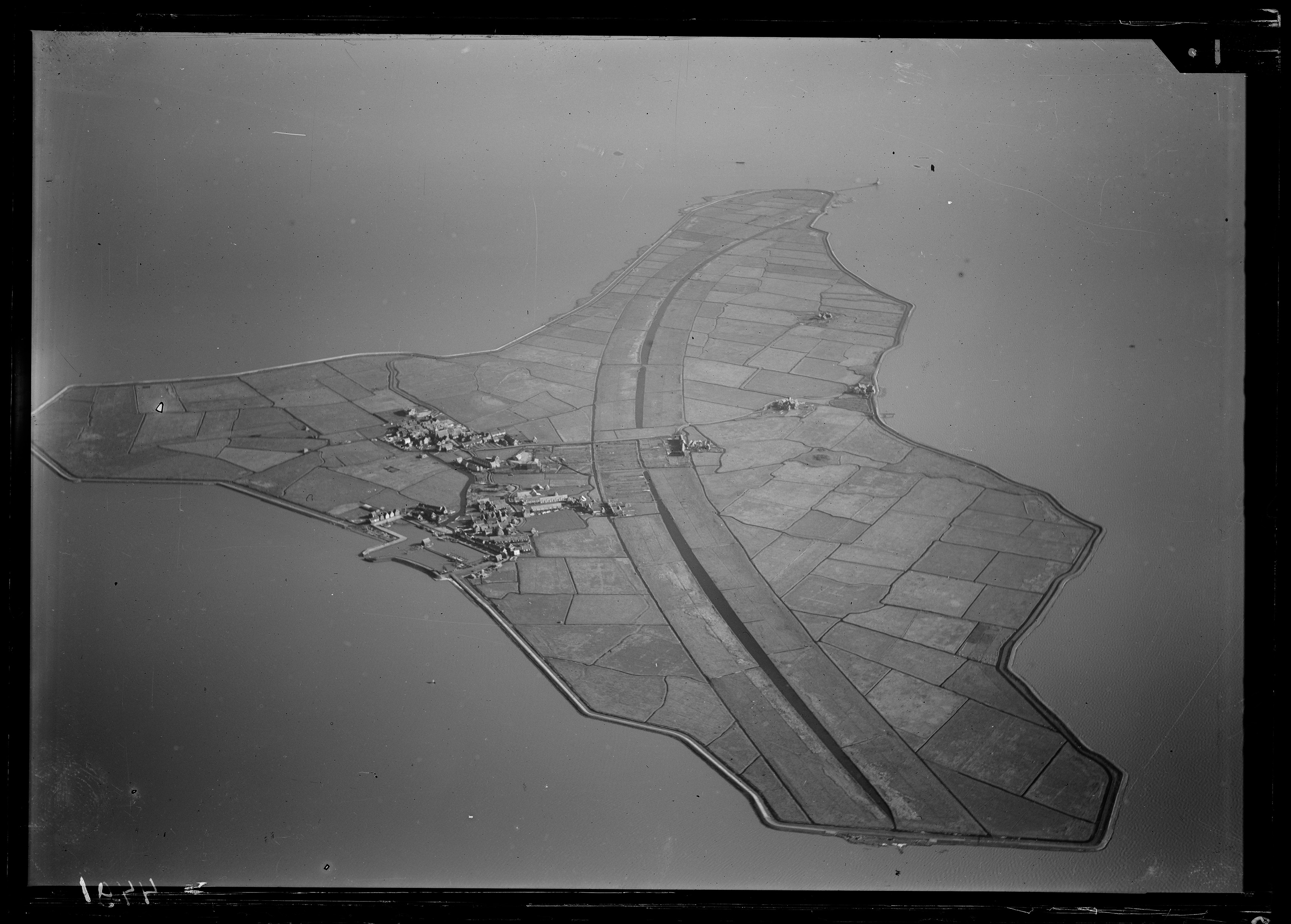
Vue d'avion de l'île dans les années 1930.